# Baramulla
Baramulla (en cachemir: बारामूला ) es una localidad de la India capital del distrito de Baramulla, en el estado de Jammu y Cachemira.

## Geografía
Se encuentra a una altitud de 1 586 m s. n. m. a 56 km de la capital estatal, Srinagar, en la zona horaria UTC +5:30.

## Demografía
Según estimación 2010 contaba con una población de 101 066 habitantes.